# 唐山三女河机场
唐山三女河机场是中华人民共和国河北省的一座军民合用机场，位于唐山市丰润区，距唐山市中心约20公里。该机场拥有长2,700米，宽50米的跑道，飞行等级为4C。唐山机场也是继石家庄正定、邯郸、秦皇岛山海关后河北省正式运营的第4个客运机场。唐山机场前身是位于路北区于1950年修建的军用机场，曾于1976年地震时第一时间派机报告灾情，并在难以想象的条件下指挥救灾飞机起降3000余架次，震后十天抢运伤员2.17万人及大量救灾物资，整个过程无一事故，堪称奇迹。唐山机场曾短暂通民航，1985年3月20日，河北省第一个地方航空公司—冀东航空公司成立，3月26日正式开通唐山——石家庄航线。同年底航线撤销。
随着城市发展需要，于2004年11月搬迁至现址。

## 发展历史
2009年2月26日，唐山三女河机场工程正式开工。
2009年6月18日，唐山三女河机场试飞成功。
2010年7月13日，唐山三女河机场正式通航，首航为海南航空飞往广州。
2019年3月31日至5月26日，唐山机场进行跑道维修施工，临时关闭。5月27日复航。

## 航空公司与航点
2025年夏秋航季（3月30日至10月25日），开通运营航线15条，通航城市11个。
| 航空公司 | 目的地                 |
| -------- | ---------------------- |
| 上海航空 | 上海/浦东              |
| 天津航空 | 银川、重庆、西安、大连 |
| 桂林航空 | 海口、重庆、桂林       |
| 海南航空 | 长沙                   |
| 瑞麗航空 | 成都/天府、哈尔滨      |
| 长安航空 | 西安、大连             |